# قائمة زملاء الجمعية الملكية المنتخبين في 1778
هذه الصفحة تعرض قائمة زملاء الجمعية الملكية المُنتخبين لعام 1778.

## الزملاء
- Anthony Fothergill (physician) [الإنجليزية]‏
- Henry Dawkins [الإنجليزية]‏
- Matthew Dobson [الإنجليزية]‏
- John Wyatt (surgeon) [الإنجليزية]‏
- William Wright (botanist) [الإنجليزية]‏
- Sir Richard Worsley, 7th Baronet [الإنجليزية]‏
- Charles Peter Layard [الإنجليزية]‏
- Joseph Else [الإنجليزية]‏
- Thomas de Grey, 2nd Baron Walsingham [الإنجليزية]‏
- William Preston (bishop) [الإنجليزية]‏
- Robert Boyle-Walsingham [الإنجليزية]‏